# الک جان جفریز
سر الک جان جفریز (به انگلیسی: Sir Alec John Jeffreys)‏ دانشمند ژنتیک و کاشف مولفه‌های تشخیص هویت ژنتیکی متولد ۱۹۵۰ و اهل آکسفورد در انگلستان است.
وی پس از سال‌ها تحقیق در دانشگاه لیستر در سال ۱۹۸۵ تصادفاً به این کشف دست یافت و تشخیص داد که تقریباً تمام انسان‌ها ماده ژنتیکی مشخصی دارند که منحصربه‌فرد است. «الک جفریز» روشی را برای استفاده از الگوهای تکرار شونده در دی ان ای برای شناسایی مظنونین به قتل معرفی کرد.[قطره] اما حتی در آن زمان نیز هیچ‌کس نمی‌توانست تصور کند که امکان خواندن کل توالی ژنتیکی درون کروموزوم یک موجود زنده وجود داشته باشد.

سر الک جفریز در حال مصاحبه با علی اکبر عبدالرشیدی

این کشف تاکنون منجر به پرده برداشتن از راز هزاران جنایت و حل و فصل تعداد بی شماری دعاوی هویتی و پدرانه شده‌است.

## نقل قول‌ها
دانشمندان باید اجازه تحقیقاتی را داشته باشند که هدف آنها چیزی جز رفع کنجکاوی نیست.